# Raymondville (Misuri)
Raymondville es un pueblo ubicado en el condado de Texas, Misuri, Estados Unidos. Según el censo de 2020, tiene una población de 345 habitantes.

## Geografía
La localidad está ubicada en las coordenadas 37°20′23″N 91°50′11″O / 37.33972, -91.83639. Según la Oficina del Censo de los Estados Unidos, Raymondville tiene una superficie total de 7.65 km², correspondientes en su totalidad a tierra firme.

## Demografía
Según el censo de 2020, hay 345 personas residiendo en Raymondville. La densidad de población es de 45.10 hab./km². El 95.94% de los habitantes son blancos, el 0.87% son afroamericanos, el 0.29% es asiático y el 2.90% son de una mezcla de razas. Del total de la población, el 0.29% es hispano o latino.